# 沃茲涅先西克 (克拉斯諾赫拉德區)
49°18′18″N 35°24′25″E / 49.30500°N 35.40694°E
沃茲內森斯凱（烏克蘭語：Вознесенське）是位於烏克蘭東部的村莊，由哈爾科夫州别列斯京区的納塔利內市鎮負責管轄。該村始建於1852年，面積1.03平方公里，海拔高度94米，2001年人口36，人口密度每平方公里34.9人。